# قومبانية أبو قير
قرية قومبانية ابوقير هي إحدى القرى التابعة لمركز كفر الدوار في محافظة البحيرة في جمهورية مصر العربية. حسب إحصاءات سنة 2006، بلغ إجمالي السكان في قومبانية ابوقير 33670 نسمة، منهم 16876 رجل و16794 امرأة.